# 서울신상계초등학교
서울신상계초등학교(서울新上溪初等學校)는 대한민국 서울특별시 노원구에 있는 공립 초등학교이다.

## 학교 연혁
- 1970년 5월 22일: 개교
- 1998년: 신상계초등학교 병설유치원 설립
- 2007년: 신교사 개축공사
- 2012년: 신교사 완공

## 참고 자료
- 서울신상계초등학교 - 한국교육학술정보원 학교알리미